# Snecma-Turbomeca Larzac
Lo Snecma-Turbomeca Larzac è un piccolo motore turbofan senza postbruciatore sviluppato e prodotto dal consorzio GRTS (Groupement Turbomeca-SNECMA) composto dalla Turbomeca e dalla Snecma, ed è stato utilizzato principalmente per equipaggiare l'aerei da addestramento Dassault-Dornier Alpha Jet.

## Versioni
Il motore è stato sviluppato principalmente in due versioni che sono usate:
- 04-C6 per gli Alpha Jet dell'Armée de l'air
- 04-C20 per gli Alpha Jet della Luftwaffe

Altre versioni:
- 03 proposto per l'Aérospatiale Corvette
- 04-H20 proposto per l'HAL HJT-36 Sitara
- 04-R20 proposto per il MiG-AT
- 04-U3 proposto per il MiG-AT
- 04-V3 proposto per il PZL-Mielec M-95 Iryda

## Caratteristiche
| Caratteristiche                                   | 04-C6            | 04-C20           |
| ------------------------------------------------- | ---------------- | ---------------- |
| Spinta senza postbruciatore (kN)                  | 13,20            | 14,20            |
| Consumo specifico senza postbruciatore (kg/daN.h) | 0,73             | 0,76             |
| Portata d'aria (kg/s)                             | 28,10            | 28,60            |
| Turbina aspirazione temperatura (K)               | 1.403 (1.130 °C) | 1.433 (1.160 °C) |
| Rapporto di compressione                          | 10,50            | 11,10            |
| Rapporto di diluizione                            | 1,13             | 1,04             |
| Lunghezza (mm)                                    | 1.187            | 1.187            |
| Diametro d'aspirazione (mm)                       | 452              | 452              |
| Massa (Kg)                                        | 295              | 295              |

## Velivoli utilizzatori
Francia/Germania
- Dassault-Dornier Alpha Jet

 India
- HAL HJT-36 Sitara